# Denver, le dernier dinosaure
Denver, le dernier dinosaure (2018)
Denver, le dernier dinosaure (Denver, the Last Dinosaur) est une série télévisée d'animation franco-américaine en 52 épisodes de 26 minutes, créée par Peter Keefe et réalisée par Tom Burton. Coproduite par IDDH, World Events Productions, Calico Productions et FR3, elle a été diffusée aux États-Unis du 12 septembre au 22 novembre 1988 en syndication.
En France, la série a été diffusée à partir du 20 mars 1989 sur FR3 dans l'émission Samdynamite, puis dans l'émission Les Minikeums et T O 3. Elle a été aussi rediffusée en 2008 sur France 5 dans l'émission Bonsoir les Zouzous et, brièvement, en 2007 sur Direct 8. Au Québec, à partir du 1er novembre 1989 à Super Écran, puis rediffusée à partir du 4 décembre 1990 au Canal Famille.
Une nouvelle version de Denver est diffusée sur M6 à partir du 27 août 2018 dans M6 Kids,.

## Synopsis
Une bande d'adolescents californiens (Wally, Jérémy, Charlie et Mario) découvre sur un terrain vague un œuf de dinosaure. Cet œuf donnera naissance à un dinosaure vert — un Corythosaurus — qu'ils appelleront Denver.
Denver est un dinosaure hors norme qui aime la guitare et le skateboard. Il peut voyager dans la préhistoire grâce à un morceau de sa coquille.
Mais Denver, caché par ses amis, a un ennemi en la personne de Morton Fizzback qui veut devenir riche et célèbre en le capturant.

## Fiche technique
- Titre original : Denver, the Last Dinosaur
- Titre français : Denver, le dernier dinosaure
- Création : Peter Keefe
- Réalisation : Tom Burton
- Scénario : Peter Keefe, Doug Lefler, Lynn Lefler, Pamela Hickey, Dennys McCoy, Larry Bischof, Bruce Morris, Marc Handler, William Brian Lowry
- Direction artistique : Dean Thompson, Dan Fausett
- Décors : Ken Leonard
- Storyboards : David Teague
- Animation : Hanho Heung Up, Sam Young
- Montage : Ivan Ladizinsky, Larry Whelan, Lee Lemont, Marcelo Mainzer
- Musique : Dale Schacker
  - Générique français interpreté par Peter Lorne, sur des paroles de Alexandre Révérend (alias Bernard Rissoll)
- Production : Tom Burton, Seok-ki Kim ; Mario Piluso, Claudia Zeitlin Burton, Dick Sebast (associés)
- Sociétés de production : IDDH, World Events Productions, Calico Productions et FR3
- Société de distribution : IDDH
- Pays d'origine :  États-Unis /  France
- Langue originale : anglais
- Format : couleur — 35 mm — 1,33:1 — son stéréo
- Genre : animation
- Nb. d'épisodes : 52 (2 saisons)
- Durée : 26 minutes
- Dates de première diffusion :
  - États-Unis : 12 septembre 1988
  - France : 20 mars 1989

## Distribution

### Voix originales
- Pat Fraley : Denver
- Adam Carl : Wally Adams, Jeremy Anderson
- Rob Paulsen : Nick, Chet
- Cam Clarke : Mario, Shades, Charlie, Freddy Facknitts
- Kath Soucie : Heather Adams, Laurie, Casey
- Brian Cummings : Morton Fizzback, Pr Funt
- June Foray : Bertha

### Voix françaises
- Jean-Claude Donda : Denver (onomatopées), Freddy Facknitts, Pr Funt et voix diverses
- Nicole Raucher : Wally Adams
- Pierre Laurent : Jeremy Anderson, Nick
- Jean-Louis Faure : Mario
- Stéphane Bazin : Charlie
- Odile Schmitt : Laurie, Casey
- Laurent Hilling : Morton Fizzback
- Danièle Hazan : la narratrice, Bertha, John (épisode 26), tante Adèle (épisodes 37 et 43)
- Loïc Baugin : Allan (épisodes 5, 13, 17 et 40), Kim (épisode 7), Scott (épisode 10), Louden (épisode 39)

 Source et légende : version française (VF) sur RS Doublage et Planète Jeunesse

## Épisodes
1. La Naissance de Denver (Denver, the Last Dino)
2. Denver découvre le monde
3. Denver parmi les chips (In the Chips)
4. Vidéohhh ! (Videooh)
5. Denver et le Monstre du lac (The Monster of Lost Lake)
6. Denver passe l'épreuve (Denver Makes the Grade)
7. Denver fait du cirque (Big Top Denver)
8. Le Malentendu (The Misunderstanding)
9. Denver au zoo (Lions, Tigers, and Dinos)
10. Changement d'avis (Change of Heart)
11. Denver au Far West (Bronco-Saurus)
12. Denver fait du cinéma (Denver, Dino-Star)
13. Denver au Dynoland (Dinoland)
14. Les Vainqueurs (Winning)
15. Denver fait du karaté (Enter the Dino)
16. Radio Denver (Radio Denver)
17. Le Fantôme du cinéma (The Phantom of the Movie Theater)
18. Le Chaînon manquant (Missing Links)
19. Denver à la mer (Denver at Sea)
20. Denver est de la fête (Party Time)
21. Tout schuss (Ski Denver)
22. Nom d'un chien (Dog Gone Denver)
23. La Ville fantôme (Aunt Shadies Ghost Town)
24. Vedette de cinéma (Movie-Starus)
25. Denver à la plage (Beach Blanket Dino)
26. L'histoire se répète (History Repeats Itself)
27. La Guerre du rock (Battle of the Bands)
28. Super Héros (The Comic Book Caper)
29. La Grande Kermesse (Carnival)
30. Mon très cher Denver (Pen Pal)
31. Denver et le Maïs magique (Denver and the Cornstalk)
32. Les martiens soufflent les bougies (Birthday Party from Outer Space)
33. Jogging Denver (Jogging Denver)
34. Le Dernier Dragon (Denver, the Last Dragon)
35. Denver prend son vol (High Flying Denver)
36. Fizzback's Folies (Fizzback's Follies)
37. Denver archéologue (Denver at the Digs)
38. On a volé Denver (Denver, The Lost Dinosaur)
39. Les dinosaures sont toute ma vie (Dinos are my Life)
40. Planète à louer (Pluto Needs People)
41. L'Ambiance d'Arabie (Arabian Adventure)
42. Vent de folie sur la plage (Venice Beach Blast)
43. Le Blues des Bayous (Bayou Blues)
44. De la neige plein les poches (There's No Business, Like Snow Business)
45. Une toque pour Denver (Chef Denver)
46. Pousse pousse bambou (Chinatown)
47. Partie de golf (Tee Time for Denver)
48. Pizza connection (Food Wars)
49. Voyage dans le temps
50. La Chasse au trésor (Canatta)
51. Denver fait la une (Big News Denver)
52. Viva Denver (Viva Denver!)

## Production
Après le succès du film Le Petit Dinosaure et la Vallée des merveilles (1988), IDDH et World Events Productions mettent en chantier une série mettant en vedette un jeune dinosaure. Denver, le dernier dinosaure est aussi la conséquence des quotas de production française imposés à la fin des années 1980. Selon Bruno-René Huchez qui a supervisé la production en France, Ted Koplar patron de World Events Productions était intéressé par les subventions françaises du CNC. Huchez a ainsi réussi à imposer que notamment les storyboards et layouts soient réalisés à Angoulême.

## Version 2018
Une nouvelle version est diffusée sur M6 depuis le 27 août 2018 dans M6 Kid,. Avec de nouveaux personnages et des dessins plus moderne.

## Version 2023 en comédie musicale
En octobre 2023, le spectacle Denver, le dernier dinosaure au théâtre de la Renaissance vit le jour. Une comédie musicale écrite et mise en scène par Arthur Jugnot et Guillaume Bouchède. Avec des décors et des costumes bien rétros qui nous replongent dans les années 1980. On y retrouve Denver, la bande d'ados Californiens, Morton Fizzback et même un T-rex.
En 2024, le spectacle a eu un tel succès qu'il a été nommé aux Molières dans la catégorie spectacle jeune public.

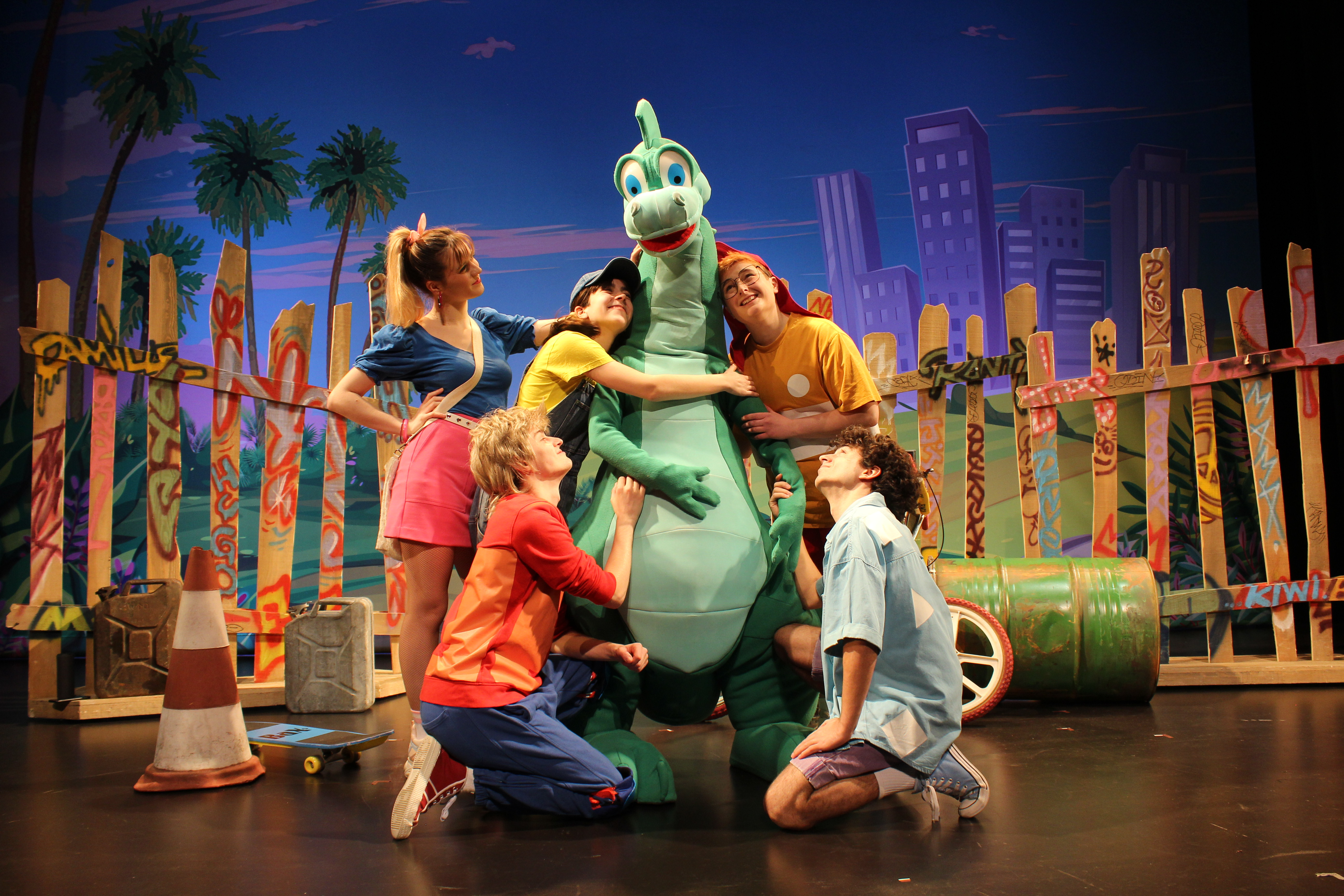
Denver, la comédie musicale

### Casting
- Asia Tissier ou Romane Tsacanias : Denver
- Madison Golaz : Wally
- Vincent Vanhée : Jeremy
- Vianney Fayard : Mario
- Jules Fabre : Charlie, Kevin
- Zoé Bidaud : Laurie
- Sara Sousa : Casey
- Arnaud Maillard : Morton Fizzback
- Antoine Lelandais : Professeur Funt, Mike